# Barzowice

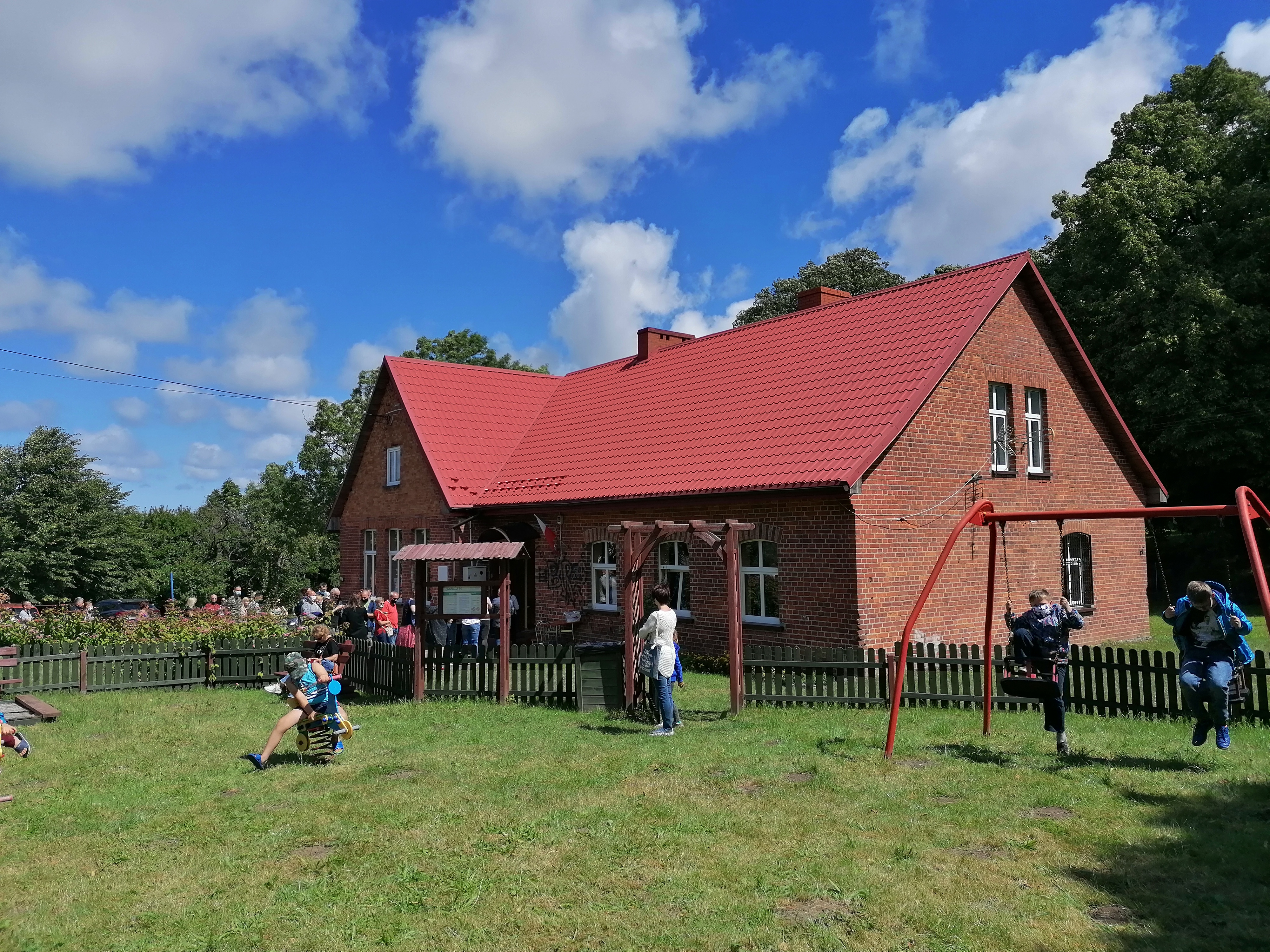
Barzowice - Świetlica

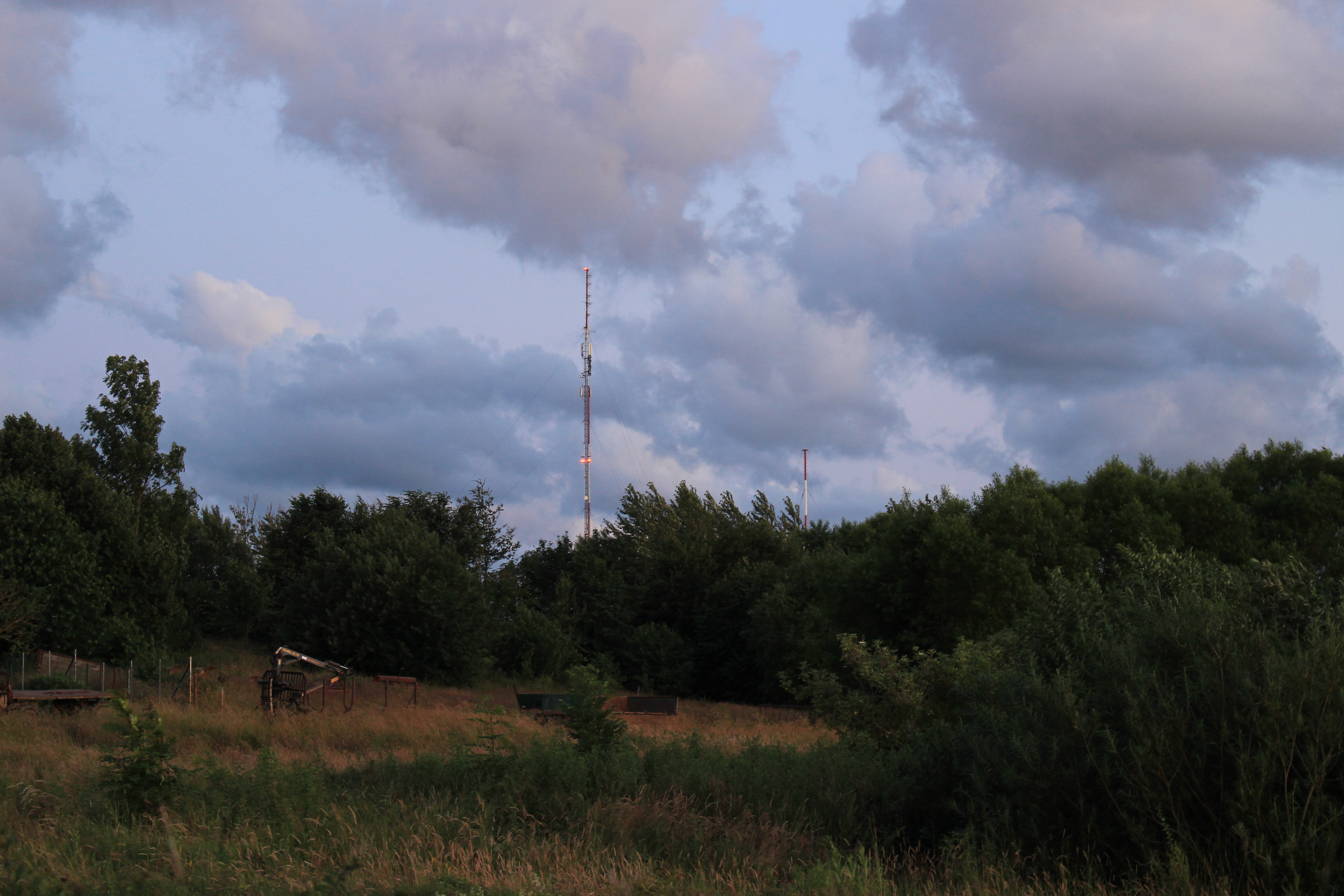
Barzowice - RKoN

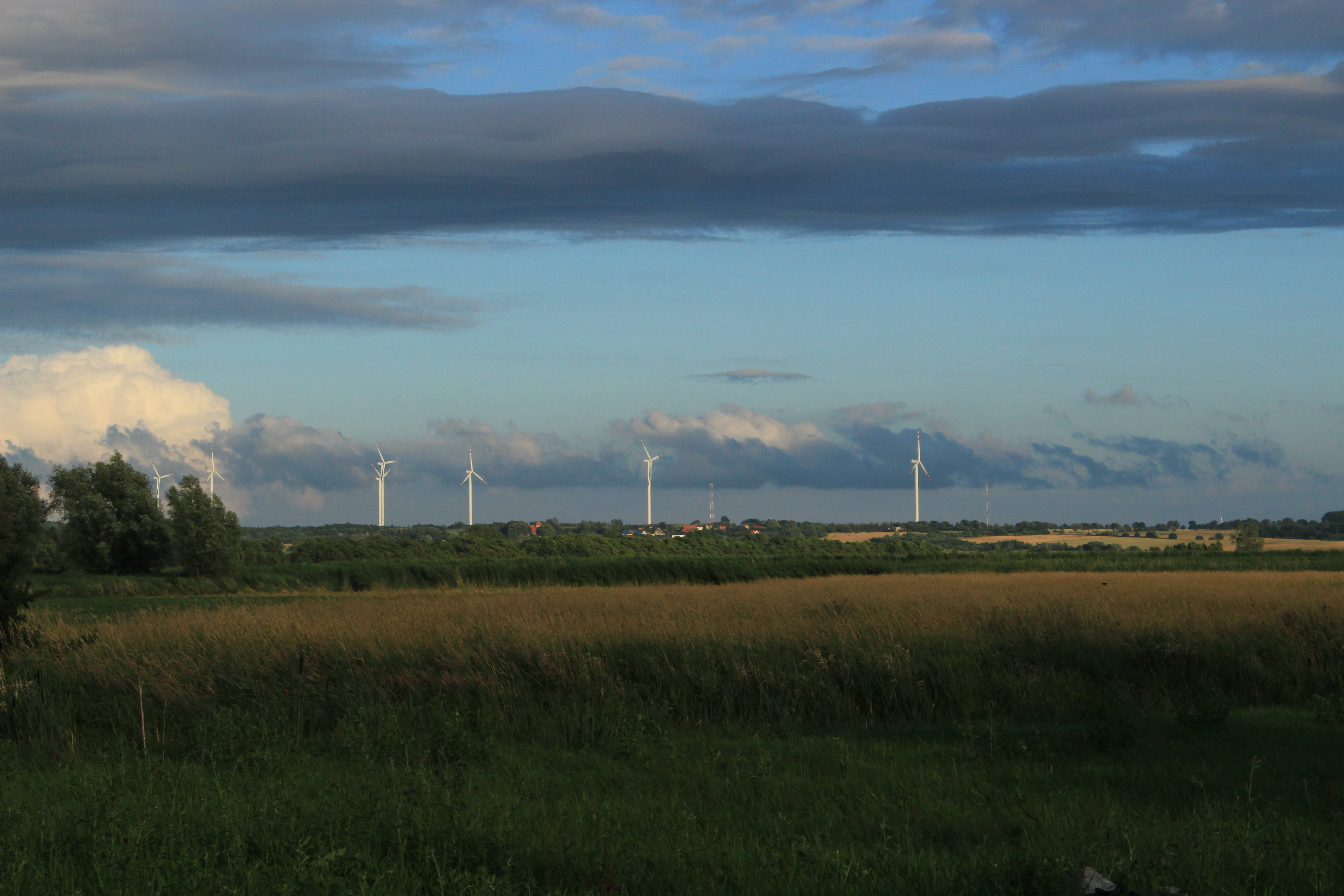
Barzowice - widok od Wicia

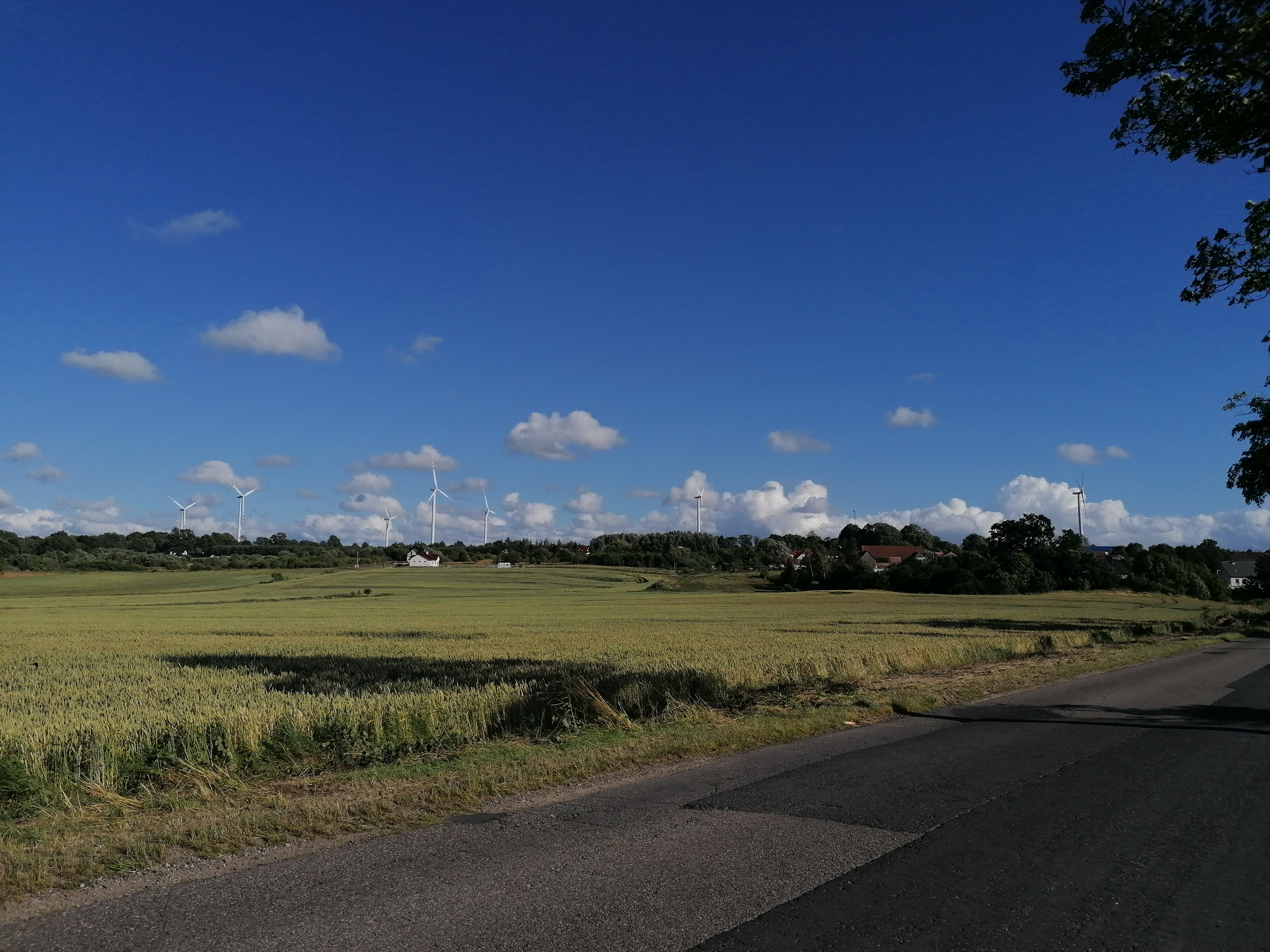
Barzowice - widok od Rusinowa

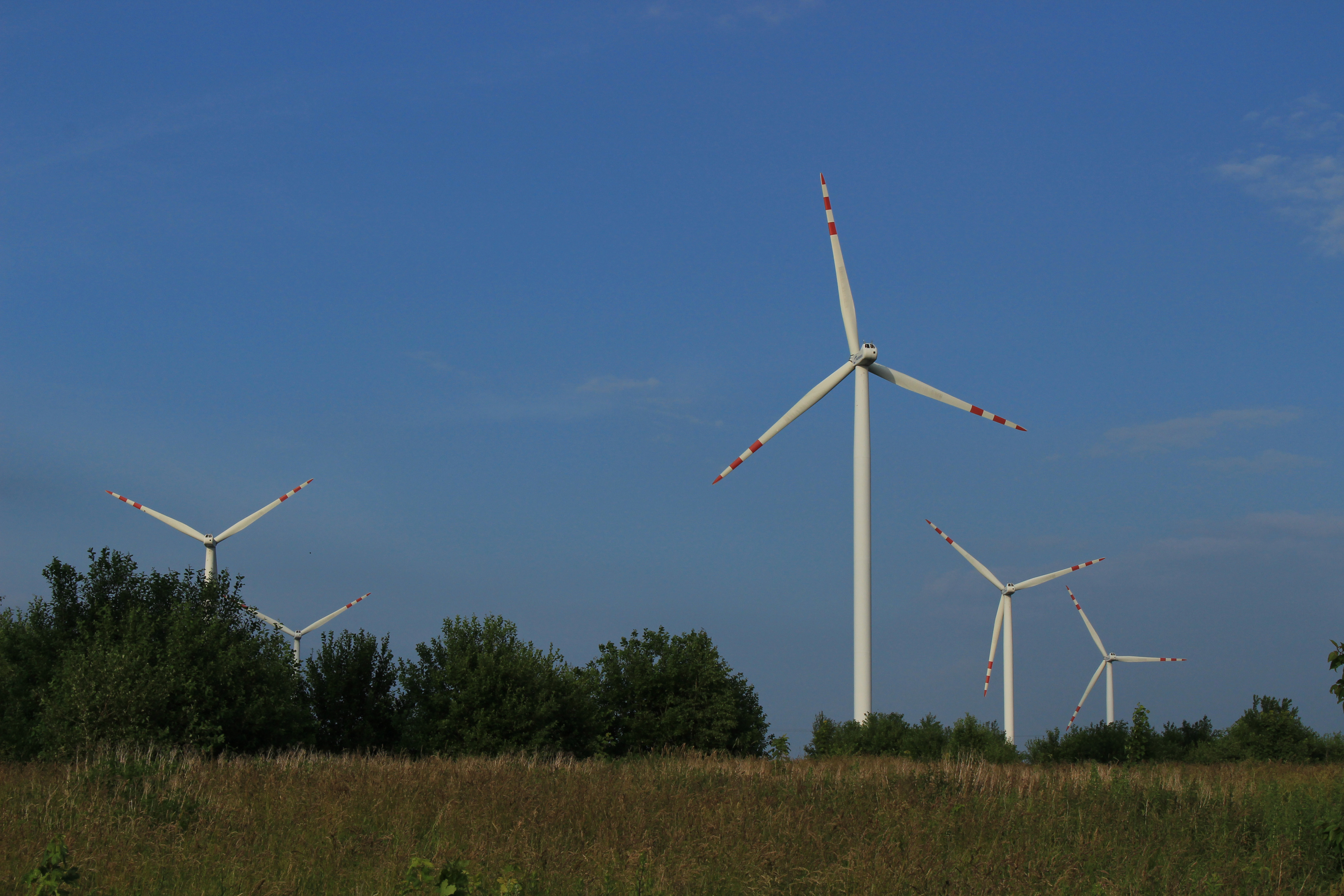
Wiatraki w Barzowicach

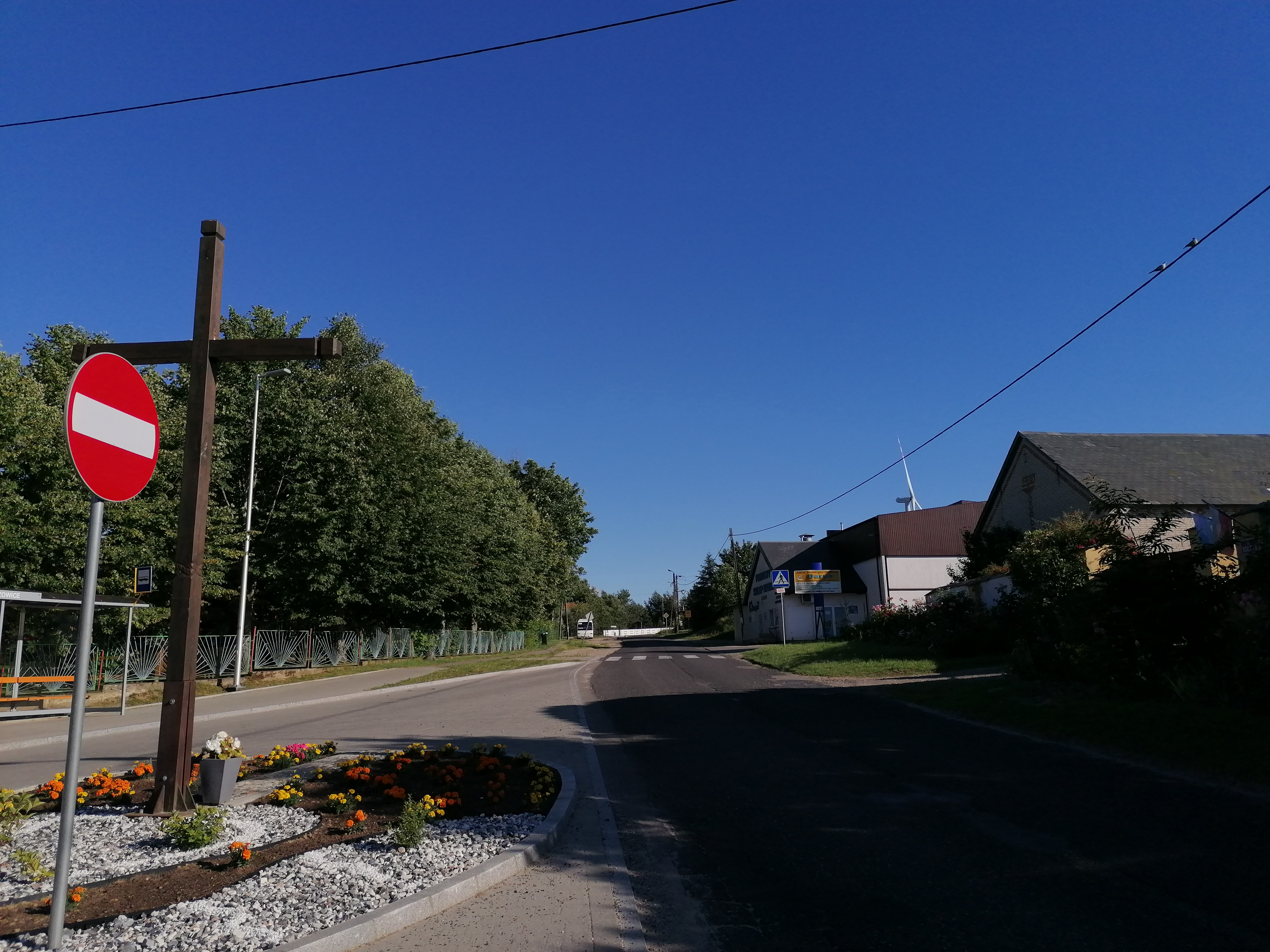
Barzowice - Centrum Wsi

Barzowice (do 1945 niem. Barzwitz)  (IPA: [barzɔˈvit͡sɛ], r-z wymawia się oddzielnie) – wieś w Polsce, położona w województwie zachodniopomorskim, w powiecie sławieńskim, w gminie Darłowo. W okolicy Barzowic znajduje się wczesnośredniowieczne grodzisko słowiańskie.
Według danych z 1 stycznia 2011 roku wieś miała 272 stałych mieszkańców.
Na wschód od wsi znajduje się Góra Barzowicka o wysokości 72 m n.p.m.. W okolicach Barzowic znajduje się miejsce typowe jaskra Gryfitów, mikrogatunku jaskrów różnolistnych znanego z kilku stanowisk na Pomorzu Zachodnim.
W latach 1975–1998 miejscowość położona była w województwie koszalińskim.

## Nazwa miejscowości
Przed 1945 r. Barzowice nazywały się Barzwitz, a wcześniej Barciz. Nazwę można wiązać od XIV wieku z rodziną rycerską Barthewitz lub Bartowitz. Nie ma jednak pewności, czy to wieś przyjęła nazwę od tego nazwiska czy też odwrotnie.

## Historia miejscowości
Na początku wieś była położona wokół kościoła, później jednak rozszerzyła się do wsi pastwiskowej z szerokim uprawnym pastwiskiem. Centralna część miejscowości z kościołem i szkołą leży w jej południowej części, na lokalnym wyniesieniu terenu.
W 1784 r. Barzowice miały: 1 kaznodzieję, 1 zakrystiana, 1 sołtysa, 20 chłopów, 1 kowala, 1 dom kaznodziejski i 1 chatę pastucha. Liczby mieszkańców wsi wynosiła w latach: 1818 r. – 354, 1864 r. – 629, 1885 r. – 587, 1905 r. – 546, 1925 r. – 575, 1939 r. – 472. 
Przed 1945 r. Barzowice należały do okręgu urzędowego Palczewice i do zasięgu sądu okręgowego Darłowo w powiecie ziemskim Sławno. Rosyjskie oddziały wmaszerowały tu 7 marca 1945 r. w ramach „wyzwolenia” tamtejszych terenów. Już od połowy 1945 r. został ustanowiony Pomorzanom polski zarząd i Polacy zostali osiedleni w Barzowicach z obszaru na wschód od linii Curzona. Bydło zostało skonfiskowane. Miejscowość otrzymała polską nazwę Barzowice pod koniec 1945 roku.
W 1857 r. urodził się tu niemiecki językoznawca Carl Meinhof, syn tutejszego pastora.

## Kościół

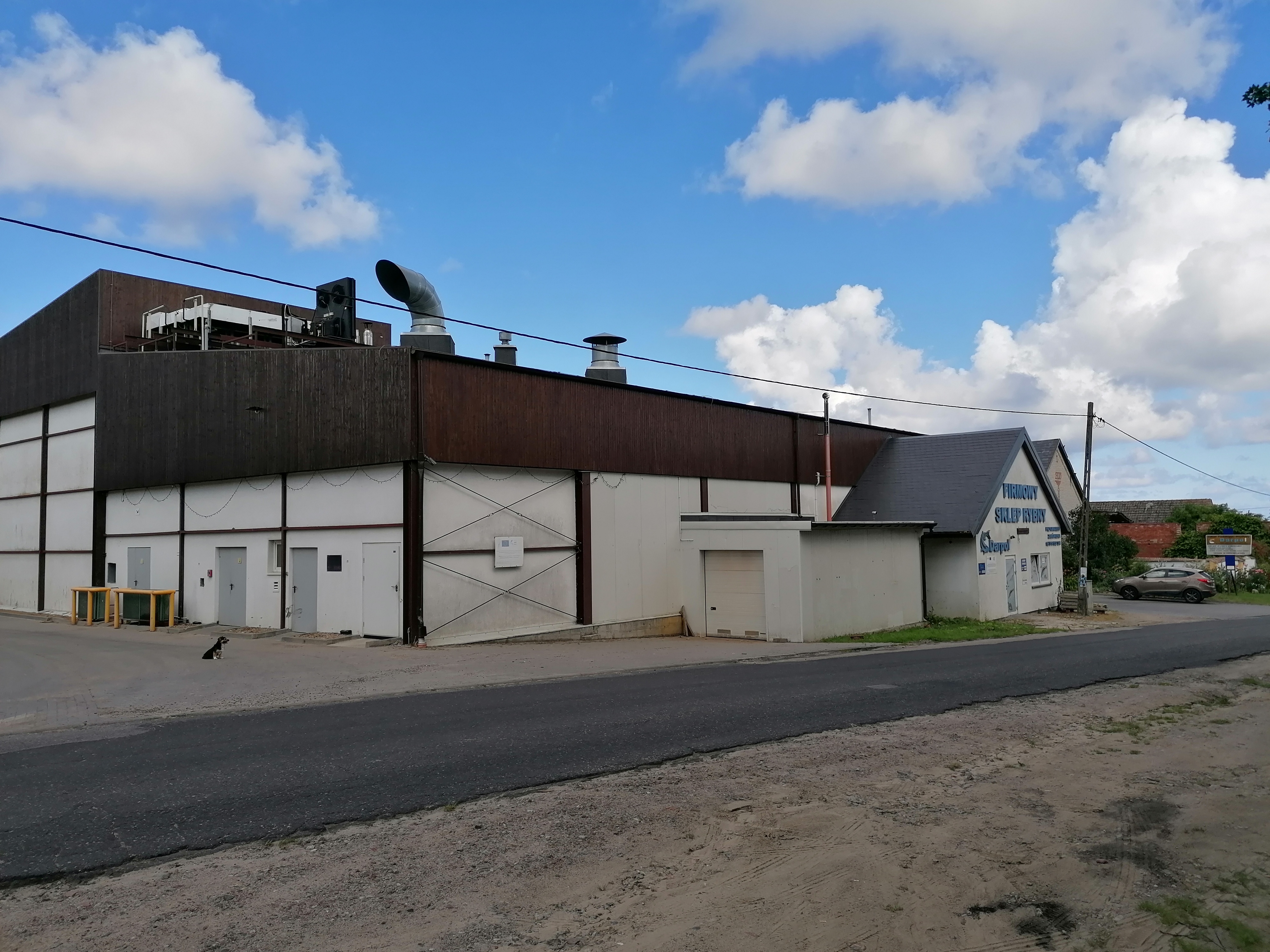
Barzowice - Darpol

### Parafia
Do 1945 r. do parafii Barzowice należały miejscowości: Barzowice, Dzierżęcin, Drozdowo, Karsino, Wicie i Sulimice.
Parafia ta należała do diecezji pomorskiej kościoła ewangelicko-augsburskiego. W 1940 r. liczyła 1278 członków.

Remiza w Barzowicach

Barzowice dzisiaj należą do parafii Koszalin (Koszalin) w diecezji Pomorskiej, w polskim kościele ewangelicko-augsburskim.

### Kościół parafialny
Gotycki kościół z wieżą z dachem namiotowym od strony zachodniej pochodzi z XV/XVI wieku. Budowla posadowiona jest na cokole z kamienia polnego w cegłach z regularnymi przyporami. 
Na ołtarzu widać figury świętych: Piotra i Pawła. Chrzcielnica z mosiądzu pochodzi z 1645 r., ozdobiona jest scenami ze Zwiastowania Najświętszej Marii Panny. Organy z 1912 roku zbudowane przez organmistrza Barnima Grüneberg'a ze Szczecina.
Koło kościoła jest cmentarz ogrodzony murem z kamienia polnego.

### Pastorzy protestanccy do 1945 roku
1. Jacob Küttner (to on wprowadził do Barzowic protestantyzm)
2. Paul Wiegmann, 1560–1611
3. Matthäus Tietze (Titius), 1611–1636
4. Johann Boye, 1636–1676
5. Philipp Palow, 1668–1690
6. Johannes Roth, 1690–1692
7. Joachim Andreas Wagner, 1692–1711
8. Nikolaus Gabriel Polemann, 1713–1731
9. Jakob Gottlieb Meyer, 1732–1740
10. Johann Christian Böhm, 1741–1742
11. Johann Gottfried Laeunen, 1743–1777
12. Georg Friedrich Andreä, 1777–1804
13. Samuel Christian Dreist, 1805–1839
14. Friedrich Meinhof, 1842–1881
15. Ernst Friedrich Robert Schönberg, 1882–1901
16. Konrad Kob, 1902–1927
17. Herbert Plesch, 1927–1936
18. Franz Birken, 1936–1945

25 stycznia 1968 została erygowana parafia. Matki Bożej Częstochowskiej w Starym Krakowie, tutejsza świątynia pod wezwaniem Świętego Franciszka z Asyżu pełniła funkcje filialną. Od 20 listopada 1988 tutejszy kościół stał się kościołem parafialnym.  
Księża Rzymsko-katolicy  od 1945
1. ks. Józef Mastaj 1953-1965
2. ks. Kazimierz Anuszkiewicz 1965-1973
3. ks. Jan Wicha 1973-1975
4. ks. Wacław Sznura 1975-1986
5. ks. Roman Więcławik 1986-1987
6. ks. Jan Guga 1987-2006
7. ks. Mirosław Kosior 2006 -

### Szkoła
W 1611 r. pierwszym nauczycielem i zakrystianem był Jürgen Lange. Miał wolne mieszkanie w domu z ogrodem, gdzie uczył. 
Ostatnimi nauczycielem przed wojną byli Otto Parlow i Berta Kanies.